# Amerila pallida
Amerila pallida är en fjärilsart som beskrevs av Rothschild 1910. Amerila pallida ingår i släktet Amerila och familjen björnspinnare. Inga underarter finns listade i Catalogue of Life.